# Свадьба без колец
«Свадьба без колец» (чеш. Svatba bez prstýnku) — чехословацкий фильм 1972 года режиссёра Владимира Чеха по мотивам романа Яна Отченашека «Хромающий Орфей».

## Сюжет
1944 год, оккупированная немцами Прага. Молодой рабочий Войта живёт со своей матерью в подвале виллы, принадлежащей богатой семье: Хедве Павлинковой и её дочери Алене. Войта и Алена выросли вместе, но когда повзрослели, между ними обозначились социальные различия.
Войта работает на литейном заводе, а Алена развлекается на вечеринках с «золотой молодёжью», и при немцах чувствующих себя неплохо.
Алена заканчивает учёбу и ей грозит принудительное отправление на работу в Германию, поэтому мать Алены просит Войту фиктивно жениться на Алене — замужние женщины не подлежат отправке на работы. Войта, который любит Алену, соглашается. Однако, в отличие от Алены, свадьба для него — не просто формальное мероприятие. Поэтому он также примет унизительные условия, которые поставит перед ним мать Алены. Однако этот брак, который Алена не воспринимала однозначно, как её мать, всё-равно рушится.
Кульминация наступает когда семья узнает, что Войту допрашивали на рабочем месте в связи с антифашистским Сопротивлением на заводе. Алена ничего не делает, что бы выгородить Войту перед Гестапо. Её истеричная мать немедленно забирает Алену. Войта ищет встречи с ней, но в конце концов убеждает себя, что они живут в другом мире. Алена подаёт на развод, а Войта уходит с мастером Мелихаром к партизанам.

## В ролях
- Михал Павлата — Войта Сыручек
- Яна Прейссова — Алена Павлинкова
- Ирена Качиркова — Хедва Павлинкова, мать Алены
- Петр Костка — Элеган Алеш
- Владимир Лераус — cудья Карел Ходек, отец Алеша
- Карел Хёгер — полковник Йиндржих Кунеш, дядя Алены
- Антони Хегерликова — Франтишка Сыручкова, мать Войты
- Зденек Крыжанек — мастер цеха завода Мелихар
- Вацлав Нецкарж — рабочий Коубек
- Йозеф Хвалина — Башке, немецкий управляющий заводом
- Олдржих Велен — мастер на заводе
- Ладислав Троян — рабочий Арчик
- Ладислав Мрквичка — рабочий Пепик
- Марта Рихтеров — рабочая Андела
- Валери Хмелова — Даг, подружка Алены
- Людвик Позник — немецкий офицер на заводе
- Юрген Фрорип — немецкий полковник
- Зденек Брауншлёгер — гестаповец
- Владимир Навратил
- Йозеф Глиномаз — посетитель кинотеатра

## Фестивали и награды
- 1972 — 10-й Молодежный кинофестиваль в Трутнове — главный приз.
- 1972 — Кинофестиваль в Сан-Себастьяне — участвовал в конкурсной программе, без наград.[2]